# مرسيديس أميرة أورليان
ولدت ماريا دي لامرسيديس في الرابع والعشرين من يونيو عام 1860 وتوفيت في السادس والعشرين من يونيو عام 1878. كانت ملكة إسبانيا والزوجة الأولى لألفونسو الثاني عشر ملك إسبانيا. ولدت في مدريد لتسعة من الأخوات لم يعش منهم سوى أربع عاشوا حتى سن العشرين.